# Крістіна Шлезвіг-Гольштейн-Готторпська
Крістіна Шлезвіг-Гольштейн-Готторпська (швед. Kristina av Holstein-Gottorp, народилася 12 квітня 1573 року в Кілі, померла 8 грудня 1625 в Ничепінгському замку) — королева Швеції через шлюб з Карлом IX. Регентка під час відсутності короля в 1605 році, у 1611 році очолювала тимчасовий опікунський уряд в Швеції протягом двох місяців. Мала важливу лідерську позицію як в політиці, так і в економіці.

## Біографія

### Раннє життя
Була дочкою Адольфа Гольштейна-Готторпа і Крістіни з Гессе та членом Гольштейн-Готторпської династії. У 1586 році Крістіна отримала пропозицію на шлюб від тодішнього принца Сигізмунда, пізніше короля Польщі та Швеції. Шлюб був запропонований Єлизаветою Ваза, але не стався.
Натомість її заручили з дядьком Сигізмунда, герцогом Карлом Седерманландським. Крістіна була двоюрідною сестрою Анни Марії Пфальцької, попередньої дружини Карла. Навіть цей шлюб був обговорений Єлізаветою Ваза. Завдяки шлюбу Карла пов'язував сильніший союз з німецькими протестантами. Весільна церемонія відбулася 27 серпня 1592 року в Нючепінгу. Крістіна народила дітей: Густава II Адольфа (пізніше короля Швеції), Марію Елізабет (одружена з герцогом Йоганом Естергетландським), Крістіну і Карла Філіпа.

### Королева
У 1598 році Карл захопив шведський престол від свого племінника Сигізмунда. Згідно з легендою, Крістіна підбурювала свого чоловіка скинути короля Сигізмунда з престолу, щоб помститися за шлюб, що не відбувся 20 років тому.
15 березня 1607 року відбулась коронація Крістіни та Карла у Кафедральному соборі Уппсали.
Королева Крістіна була описана як сувора і скупа, а також вольова. Карл цінував її, відносини подружжя в значній мірі описуються як добрі.
У 1604 році вона була призначена майбутньою регенткою Швеції у випадку, якщо Карл помре, та трон наслідує хтось з ще малолітніх синів. Перебувала в якості берегині як майбутнього короля Густава II Адольфа, так і молодшого сина Карла Філіпа. Вона мала важливу лідерську позицію як в політиці, так і в економіці.
У 1605 році вона була регенткою Швеції під час перебування Карла в Лівонії. Сучасні дослідники звинувачують її у заохоченні Карла до жорстокості, але існують і протилежні думки, що вона була активною посередницею в конфліктах.

### Королева-мати

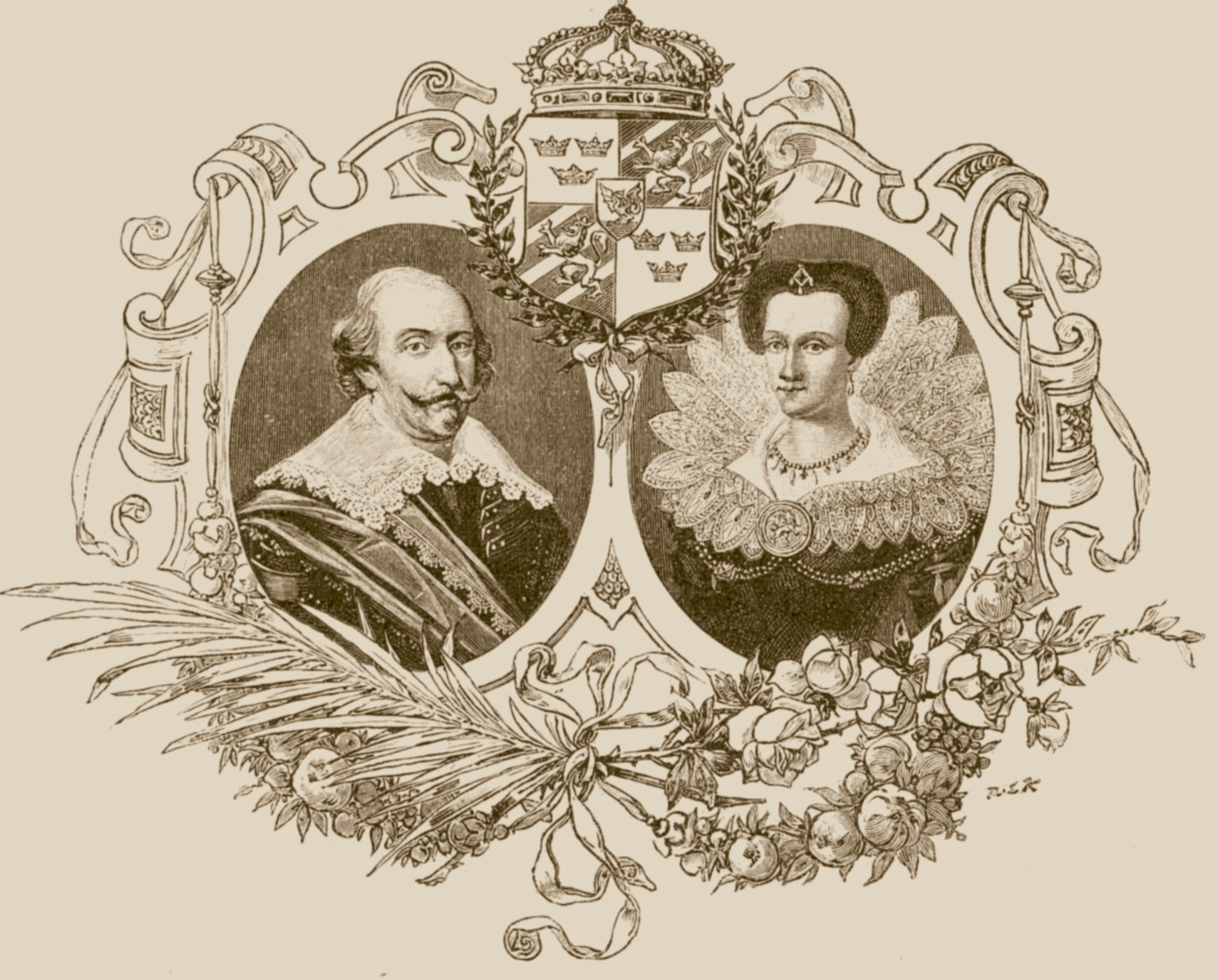
Крістіна на фото разом з чоловіком

Після смерті короля Карла в 1611 році, разом з герцогом Йоханом Естергетландом, з жовтня 1611 до 9 грудня того ж року, виконувала роль опікуна свого сина Густава II Адольфа, поки він не досягнув повноліття. Однак вона залишилася опікункою свого молодшого сина, Карла Філіпа, і таким чином панувала у його володіннях: герцогстві Седерманланд, Нерке і Вермланд.
Крістіна мала вплив на Густава II Адольфа протягом перших років його правління. У 1613—1615 роках вона виступила проти його планів одружитися зі своєю служницею Еббою Браге і запобігла цьому шлюбу. Її мотивом були внутрішні політичні ускладнення, що означав би шлюб з членом національної знаті, вона бачила поганий приклад у шлюбі Юхана III з Гунілою Бєльке. Вона вважала за краще мати династичний шлюб, який дасть переваги. У 1612 році вона влаштувала, незважаючи на протести церкви, шлюб між її дочкою Марією Елізабет і її двоюрідним братом Йоханом Естергетландським. Потім вона висловила жаль з приводу цього шлюбу, який повинен був серйозно погіршити і без того поганий психічний стан обох сторін. Вона також влаштувала, проти волі канцлера Акселя Оксенстірна, шлюб між падчеркою Катаріною та Йоханом Казиміром у 1615 році. Карл Філіп описується як її улюблена дитина. Хоча її регентство старшого сина було дуже коротким, вона також залишалася регенткою свого молодшого сина Карла Філіпа, герцога Седерманланд у герцогстві Сьодерманланд з 1611 по 1622 рік, оскільки герцогство було фактично майже автономним. Вона проживала в замку Нючепінг, звідки керувала залізними шахтами свого чоловіка і активно цікавилася бізнесом. Під час її правління герцогство стало центром експорту зернових, а також виробництва чавуну і зброї і одним з найбільших фінансистів королівства. Вона була надзвичайно залучена і кваліфікована в цих галузях і дуже зацікавилася гірничодобувною промисловістю. Ця галузь була передана в оренду голландцю Віллему де Беше в 1611 році. Вона також охороняла і захищала автономію герцогства, що могло призвести до конфлікту з сином королем.
Крістіна перешкодила спробі Густава II Адольфа обмежити право Седертельє на зовнішню торгівлю, стверджувала свою необмежену юрисдикцію. Під час Риксдагу її претензія на автономію призвела до конфлікту, в якому її заступника доктора Нільса заарештували. Однак конфлікт між короною та герцогством був перерваний смертю Йохана в 1618 році. В цей час з Крістіною залишалася її неодружена молодша сестра Агнес Гольштейн-Готторп. У 1622 році, однак, її молодший син Карл Філіп помер, і вона повністю вийшла з громадського життя. Після його смерті був виявлений його таємний шлюб з Елізабет Риббінг, і Крістіна стала піклуватися про його дочку Елізабет Гиленхіелм (1622—1682).
Після смерті Карла Філіпа в 1622 році і до її смерті вона жила в замку Нючепінг.
Королева Крістіна похована в соборі Странгнеса.

## Діти
1. Густав II Адольф (1594—1632), король Швеції 1611—1632 .
2. Марія Елізабет (1596—1618) одружилася з Йоханом, герцогом Остерґотланда.
3. Крістіна (1598—1599).
4. Карл Філіп (1601—1622).